# Hans Vervoort
Johan Willem Sebastiaan (Hans) Vervoort (Magelang, Indonesië, 22 april 1939) is een Nederlands schrijver die behoort tot de laatste generatie schrijvers die zijn opgegroeid in Nederlands-Indië.
In 1953 kwam hij met zijn ouders naar Nederland en was leerling aan het St. Ignatiusgymnasium te Amsterdam. Van 1966 tot 1968 en in 1970 was Vervoort redacteur van het literair-satirische studentenblad Propria Cures. Ook was hij een van de oprichters van marktonderzoeksbureau Inter/View, het bureau waarvan later Maurice de Hond directeur werd.
Hij werkte later bij Weekbladpers als opinieonderzoeker en als uitgever van tijdschriften, onder andere Vrij Nederland, Onze Wereld, Voetbal International en Opzij. Tussendoor schreef hij verhalenbundels zoals Heden Mosselen, Morgen Gij (1973) en romans waaronder Zonder Dollen (1974) dat in 1983 verfilmd werd onder de titel Een zaak van leven of dood. In 1974 keerde hij met zijn vrouw terug naar hun beider geboorteland en schreef er het reisverhaal Vanonder de Koperen Ploert over, dat hem een plaats in Rob Nieuwenhuys’ Oost-Indische Spiegel bezorgde. Recenter publicaties zijn Kind van de Oost, een bundeling autobiografische jeugdverhalen en Retourtje Tropen, over een reis door Sumatra en Java.
Tussen 2008 en 2010 publiceerde hij de driedelig autobiografische cyclus Het bedrijf over zijn tijd bij de Weekbladpers.
In november 2010 stelde Vervoort twaalf van zijn oude titels gratis beschikbaar als e-book. en later nog eens 8 titels. In augustus 2021 waren ze 260.000 keer gedownload.

## Hans Vervoort-prijs
In 2022  heeft Vervoort de 'Hans Vervoort-prijs voor verhalend proza van neerslachtige en toch opbeurende aard' ingesteld. De eerste winnaar is Tobi Lakmaker voor De geschiedenis van mijn seksualiteit. In 2023 werd de prijs toegekend aan Theodor Holman voor zijn boek Als de liefde. In 2024 werd de prijs toegekend aan Leo Pleysier voor zijn boek Klokgelui. De winnaar van 2025 was Manik Sarkar voor Ossenkop.

## Publicaties
Onder meer
- Kleine stukjes om te lezen, 1970
- Heden mosselen, morgen gij, 1973
- Zonder dollen. Een avontuur in Boedapest, Thomas Rap, 1974
- Vanonder de koperen ploert, 1975; Singel Uitgevers, 1988
- Zwarte rijst, 1977
- Oud zeer, 1978
- Sicco Roorda van Eysinga. Zijn eigen vijand, De Engelbewaarder, januari 1979
- Met stijgende verbazing, 1980
- Een zomer apart, Singel Uitgevers, 1982
- Een zaak van leven of dood, 1983 (heruitgave van Zonder dollen onder een nieuwe titel)
- Het tekort, 1988
- Zonnige perioden, 1994
- Eerlijk is vals, 2001
- Geluk is voor de dommen, Nijgh & Van Ditmar, 2003
- Retourtje Tropen, Nijgh & Van Ditmar, 2005; Brave New Books, 2014
- Kind van de Oost, 2005
- Het bedrijf deel I. Opwinding, Nijgh & Van Ditmar,2007
- Het bedrijf deel II. Betere tijden, 2008
- Het bedrijf deel III. Confrontatie, Nijgh & Van Ditmar, 2010
- Weg uit Indië. Het grote avontuur van Hans en Sonja, Uitgeverij Conserve 2012 (jeugdroman)
- Farewell to the Indies. Hans and Sonya's great adventure, Brave New Books, 2013
- Voorspel, Brave New Books, 2013 (onder pseudoniem Han Fairford)
- Encyclopedie van op het nippertje geredde kennis (en andere stukjes om te lezen), Brave New Books, 2014
- Op zoek naar Doetje Dezentjé, Uitgeverij Conserve, 2015
- Het raadsel Joop van Tijn, Brave New Books, 2015
- Olie is niet dom. 177 korte verhalen, herinneringen, invallen, Brave New Books, 2017
- Zo tedere schade, Uitgeverij Brooklyn, 2020)
- Kleine (en iets grotere) herinneringen aan deze en gene, Uitgeverij Brooklyn, 2024)